# Redding (Iowa)
Pour les articles homonymes, voir Redding.
Redding est une ville du comté de Ringgold, en Iowa, aux États-Unis. Elle est  incorporée le 10 avril 1882.

## Source de la traduction
- (en) Cet article est partiellement ou en totalité issu de l’article de Wikipédia en anglais intitulé « Redding, Iowa » (voir la liste des auteurs).